# Changes (Phil Ochs)
Changes is een nummer dat werd geschreven door Phil Ochs. Hij bracht het in mei 1966 uit op zijn album In concert. Op dat moment waren er al minstens vier covers van het nummer verschenen. Als eerste werd het uitgebracht door Gordon Lightfoot op zijn album Lightfoot in januari 1966. Ook was zijn bevriende duo Ian & Sylvia hem nog voor.
Ochs was een protestzanger. Tot 1967 zong hij vooral over sociale thema's en bracht hij amper poëtische liedjes over persoonlijke romantiek voort. Dit lied Changes is daar een grote uitzondering op. Het is vaak een liefdesliedje genoemd. Dit is op zich ook niet verwonderlijk gezien het in het laatste couplet gaat over een romantische kus. In de rest van het lied verbeeldt hij echter meer de persoonlijke veranderingen die hij doormaakt.

## Covers
Voordat Ochs het nummer zelf op zijn album In concert uitbracht, verschenen er in het voorjaar van 1966 versies van Gordon Lightfoot (Lightfoot), Ian & Sylvia (Play one more), Jim & Jean (Changes) en Cris Williamson (The world around). In hetzelfde jaar volgde ook nog een single van Crispian St. Peters (1966) en twee andere albumcovers, George Hamilton IV (Steel rail blues, 1966) en Julie Felix (Changes, 1966).
In de volgende twintig jaar werd het stil rondom het liedje en ondertussen overleed Ochs in 1976. Vervolgens verschenen om de paar jaar opnieuw covers van het nummer, zoals van Tony Rice (Native American, 1988), Nancy Tucker (What's that I hear? The songs of Phil Ochs, 1998), Eugene Chadbourne (To Phil, 1998), Eric Andersen (Waves, 2005), Zachary Stevenson (While I'm here, 2007), Digits (Turning back the pages of my sweet shattered dreams - A tribute to Gordon Lightfoot, 2011), Disappear Fear (Get your phil, 2011) en Neil Young (A letter home, 2014).